# Krishna Deva Raya
Krishna Deva Raya (Hampi, 17 januari 1471 - Hampi, 17 oktober 1529) (Kannada: ಕೃಷ್ಣ ದೇವರಾಯ, Telugu: కృష్ణ దేవరాయ) was keizer van het Vijayanagararijk tussen 1509 tot 1529. Hij was de derde monarch van de Tuluvadynastie en wordt door sommigen beschouwd als een van de betere leiders uit de Indiase geschiedenis. Hij regeerde over het grootste Indiase koninkrijk sinds de val van het islamitische Sultanaat van Dheli. Krishna Deva Raya had drie echtgenotes: Chinna Devi, Tirumala Devi en Annapurna Devi.

## Levensloop
Krishna Deva Raya was de zoon van Tuluva Narasa Nayaka, de stichter van de Tuluvadynastie. Na de dood van zijn broer Viranasimha Raya, werd Krishna Deva Raya in 1508 tot keizer gekroond. Hij werd daarmee de derde vorst van de Tuluvadynastie van het Vijayanagararijk.
Hij maakte een eind aan de invallen vanuit het Bahmanidenrijk, verwierf het land tussen de Tungabhadra en de Krishna-rivier (de Raichur doab) in 1512 en versloeg in 1514 de heerser van Odisha.
Van 1513 tot 1515 voerde hij strijd met het Gajapati-rijk. Na een aantal succesvolle campagnes bood de heerser van Gajapati aan Krishna Deva Raya de hand van zijn dochter Annapurna Devi.
Krishna Deva Raya werd onder andere bijgestaan door Pandit Ramakrishna, zijn speciale adviseur met wie hij een vriendschappelijke band onderhield, en was tevens bevriend met zijn eerste minister Timmarusu.
In 1524 kreeg Krishna Deva Raya een zoon, Tirumala Raya, die hij tot prins van het Vijayanagararijk maakte. Toen de prins vergiftigd werd door Timma, zoon van Timmarusu, liet Krishna Deva Raya zowel Timma als diens vader Timmarusu blind maken.
Krishna Deva Raya stierf in 1529 na een periode van ziekte en werd opgevolgd door zijn broer, Achyuta Deva Raya.

## Culturele opleving
Onder het bewind van Krishna Deva Raya bereikten de Telugu-cultuur en de literatuur een hoogtepunt. Acht dichters aan zijn hof (Allasani Peddana, Dhurjati, Nandi Thimmana, Madayyagari Mallana, Ayyalaraju Ramabhadrudu, Pandit Ramakrishna, Ramarajabhushanudu en Pingali Surana) werden gezamenlijk de Ashtadiggajas genoemd, een titel die verwees naar acht olifanten die volgens een oud geloof de wereld optilden.
- Bibsys: 90748632
- Gemeinsame Normdatei: 1089566905
- International Standard Name Identifier: 0000 0000 9272 5930
- Library of Congress Control Number: n82098869
- Nationale Bibliotheek van Israël: 987007264089405171
- Système universitaire de documentation: 161156495
- Virtual International Authority File: 376149196669874792901